# Hackató
Una hackató o marató de furoners (també conegut com a hackaton, hack day, hackfest o codefest) és un esdeveniment en el qual els programadors informàtics i altres persones involucrades en el desenvolupament de programari, inclòs dissenyadors gràfics, dissenyadors d'interfícies i gestors de projectes, col·laboren intensament en els projectes de programari. De tant en tant també hi ha un component de maquinari.
Es tracta d'una experiència col·lectiva per fer un projecte de programari en un temps limitat. Les hackatons solen durar entre un dia i una setmana. Algunes hackatons serveixen només per a fins educatius o socials, encara que en molts casos l'objectiu és crear un programari utilitzable. Les hackatons tendeixen a tenir un enfocament específic, que pot incloure el llenguatge de programació utilitzat, el sistema operatiu, una aplicació, etc. En altres casos, no hi ha cap restricció sobre el tipus de programari sobre el qual versa la trobada.

## Etimologia

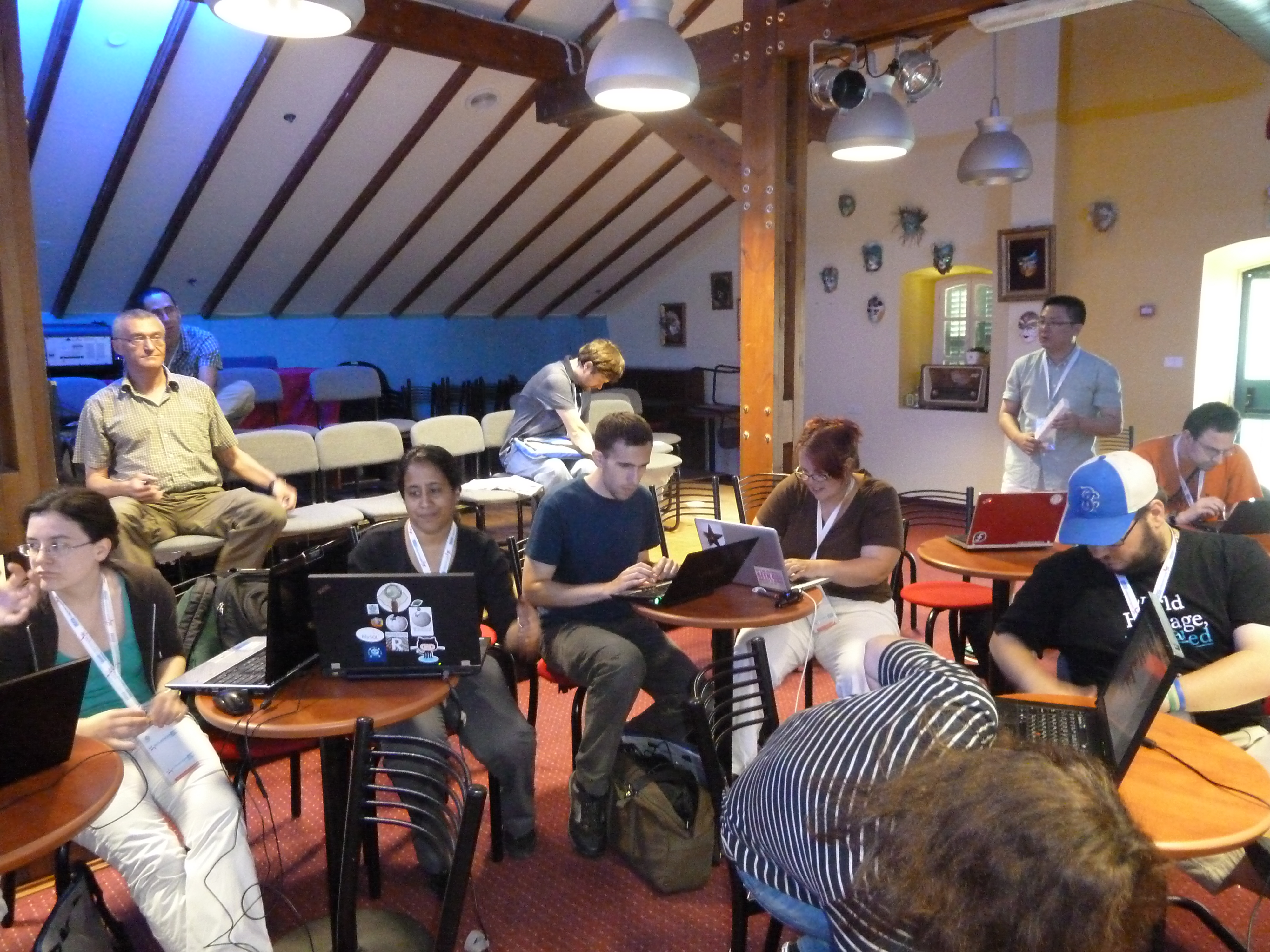
Hackató de Wikimania 2011

És un mot creuat fet de hacker, mot anglès per furoner, i marató. La paraula «hack» s'utilitza en el sentit de la programació lúdica i exploratòria, i no el seu significat més alternatiu com una referència als delictes informàtics. El terme sembla haver estat creat de forma independent tant pels desenvolupadors d'OpenBSD i per l'equip de màrqueting de Sun Microsystems, que foren els primers a usar-lo l'any 1999.
Aparent primer ús del terme, mitjançant OpenBSD, feia referència a un esdeveniment de desenvolupament criptogràfic celebrat a Calgary (Canadà) el 4 de juny de 1999, on 10 desenvolupadors es van unir per tractar sobre els problemes legals causats per les regulacions d'exportació de programari criptogràfic als Estats Units d'Amèrica. Per a Sun Microsystems, l'ús es refereix a un esdeveniment fet durant el congrés sobre JavaOne fet el mes de juny de 1999 i on John Gage va desafiar als assistents a escriure un programa en Java per comunicar-se amb altres usuaris de la nova Palm V a través del port d'infrarojos i registrar a Internet. L'esdeveniment va ser batejat com a hackató.
A partir de mitjans de la dècada del 2000, les hackatons es van estendre i van començar a ser més habituals per a les empreses i els inversors de capital de risc, com una manera de desenvolupar ràpidament noves tecnologies, especialment relacionades amb el programari, i per localitzar noves àrees d'innovació i finançament. Algunes empreses importants van néixer d'aquestes hackatons, com per exemple GroupMe, que va començar com un projecte en una hackató programada dins la conferència TechCrunch Disrupt del 2010, i que el 2011 fou adquirida per Skype per 85 milions de dòlars. Un altre exemple seria el del programari PhoneGap va començar com un projecte desenvolupat durant un iPhoneDevCamp, que més tard seria conegut com a iOSDevCamp, de l'any 2008. Els que varen enginyers desenvolupar el PhoneGap i l'entorn PhoneGap i Nitobi foren comprats per Adobe el 2011 per una suma de diners no revelada. El terme hackató també s'ha utilitzat com un terme més general, centrat en els esforços d'innovació, que inclou els no programadors i membres de la comunitat, com en el cas de hackatons cíviques de Palo Alto, Honolulu o Oakland.

## Estructura
Una hackató sol començar amb una o més presentacions sobre l'esdeveniment i el tema específic de l'esdeveniment, si s'escau. Després els participants suggereixen idees i formen equips, basats en els interessos i habilitats individuals. A continuació, el treball principal de la hackató comença, i pot durar de diverses hores o fins i tot, dies. Per a les hackatons que duren 24 hores o més, especialment les més competitives, el dinar sol ser informal, i els participants sovint subsisteixen amb menjar ràpid i begudes energètiques. El mateix passa amb el dormir, on és habitual veure participants dormint en sacs. En acabar les hackatons, com a norma general, hi ha una sèrie de presentacions en què cada grup presenta els seus resultats. A vegades s'introdueix un element de competitiu entre els diferents projectes, en el qual un panell de jutges selecciona els equips guanyadors, i es donen premis. En moltes hackatons, els jutges estan formats pels organitzadors i patrocinadors. En hackatons com BarCamp, que són organitzades per la comunitat de desenvolupament, com iOSDevCamp, els jutges són generalment els seus companys i col·legues. Aquests premis són, de vegades, una quantitat substancial de diners. Per exemple a la hackató de jocs socials de la conferència TechCrunch Disrupt es van oferir 250.000 dòlars per als guanyadors mentre que en una controvertida hackató del 2013 dirigida per Salesforce.com hi havia un premi d'un milió de dòlars per als guanyadors.

## Tipus de hackatons

### Per tipus d'aplicació

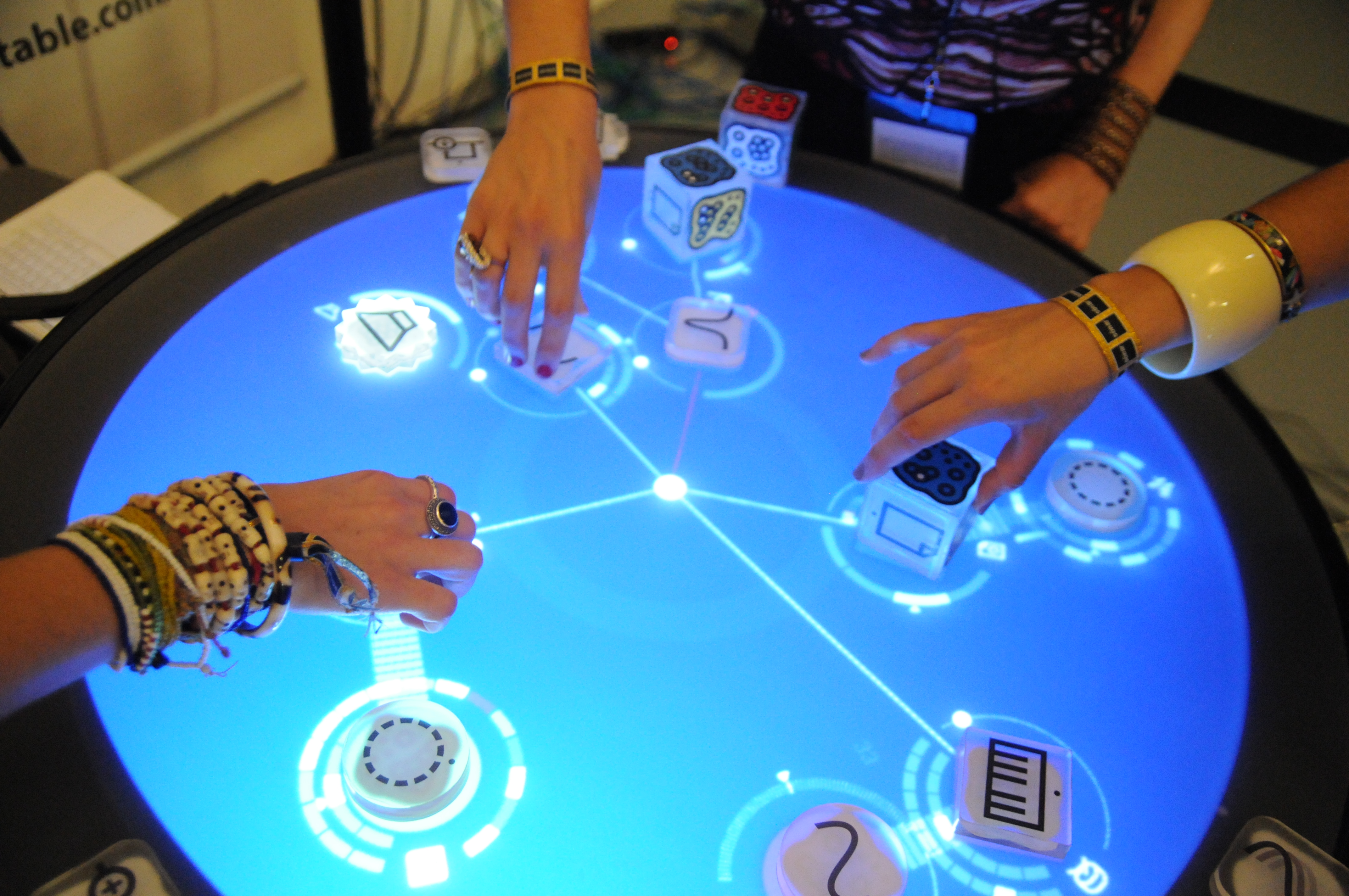
Music Hack Day Barcelona 2012

Quan una hackató s'organitza en funció del tipus d'aplicació que es vol desenvolupar, aquestes es poden organitzar de múltiples maneres, així com pot variar el seu finançament. Algunes hackatons són organitzades i patrocinades per determinades empreses per centrar-se en una plataforma determinada, com aplicacions mòbils, sistemes operatius d'escriptori, desenvolupament web o de desenvolupament de videojocs. Per exemple, la Hackató app mòbil com Over the Air, que es va celebrar a Bletchley Park (Anglaterra, Regne Unit), es van poder veure una gran quantitat de patrocinis i interès social. Hactakons com la Music Hack Day, porten més de 30 edicions arreu del món dedicant-se a desenvolupar software i hardware relacionat amb l'empresa musical. Una de les ciutats on se celebra aquest esdeveniment és Barcelona. Altres hackatons, centrades en el desenvolupament de software per a telefonia móvil han permès el desenvolupament de sistemes operatius com Android, iOS i MeeGo. o jocs per a ordinador, tauletes, etc. coneguts com game jams. El març del 2014 es va celebrar a Barcelona l'Augmented Reality Games - Barcelona Hackathon 2014 una hackató de 12 hores en la que 22 participants van desenvolupar aplicacions i jocs de realitat augmentada. L'esdeveniment va reunir a sis equips de desenvolupadors i creatius, els quals podien crear un joc que respongués a una de les següents categories de realitat augmentada: joc de taula, joc d'instal·lació, joc educatiu o joc emmarcat sobre la ciutat de Barcelona. Els projectes van ser valorats d'acord amb criteris concrets, com per exemple la creativitat, originalitat i innovació, o el nivell de perfeccionament de l'aplicació.
La TV Hackfest s'ha fet a Londres i San Francisco, centrant-se principalment en tecnologies per al món de la televisió i la pantalla social. De la mateixa manera la Corporació Catalana de Mitjans Audiovisuals va organitzar una hackató per dissenyar aplicacions que connectessin la TV amb el telèfon mòbil.

### Per tipus de llenguatge
Hi ha hagut hackatons dedicades a la creació d'aplicacions que utilitzen un llenguatge específic o un marc, com JavaScript, HTML5 o Ruby on Rails. Algunes hackatons se centren en aplicacions que fan ús de la interfície de programació d'una empresa i/o de fonts de dades. Un dels esdeveniments públicament més coneguts és fet per Yahoo! que des del 2006 (originalment conegut com a Hack Day, i després Open Hack Day), ha organitzat una hackató anual centrada en l'ús de l'API per a Yahoo, a més d'APIs de llocs web propietat de Yahoo, com Flickr. Google també ha realitzat esdeveniments similars per als seus APIs, igual que la companyia de guia de viatges Lonely Planet. Foursquare va dur a terme una gran hackató a escala mundial l'any 2011, en la que més de 500 desenvolupadors de més de 30 places diferents del planeta van competir per crear aplicacions utilitzant l'API d'aquesta empresa. Una segona hackató de Foursquare, el 2013, hi havia al voltant de 200 desenvolupadors.

### Com a tribut o homenatge
Un gran nombre de hackatons arreu del món s'han planificat en memòria de programador d'ordinadors i activista a internet Aaron Swartz, mort l'any 2013.

### Per ideologia
Hi ha hagut una sèrie de hackatons dedicades a millorar la governança, i en concret la convicció de la necessitat d'un govern obert. Un d'aquests esdeveniments, celebrat el 2011, fou organitzat pel Congrés dels Estats Units. En aquest esdeveniment, anomenat #HackWeTrust, la Cambra de Representants va obrir les portes a la transparència a través de tecnologia. Hi ha hackatons celebrades amb l'objectiu de millorar el trànsit a la ciutat. També hi ha hagut una sèrie de hackatons dedicades a la millora de l'educació i en menor escala, centrant-se específicament en el camp de l'educació de la geografia. La Random Hacks of Kindness és un altre coneguda hackató pensada en el desenvolupament de respostes enfront catàstrofes naturals.

### Hackatons internes al món empresarial
Algunes companyies, com Facebook i Google, sostenen hackatons internes per promoure la innovació de nous productes pel seu personal. Per exemple, el botó de Facebook Like va ser concebut com a part d'una hackató. La NASA també ha organitzat diferents hackatons, la del 2014 es va celebrar de forma a diferents ciutats de l'àmbit castellanoparlant connectades de forma virtual, entre les quals València i Palma.

### Grups demogràfics

Logo de la Hackató PennApps que se celebra Philadelphia

Algunes hackatons estan destinades només per als programadors d'un determinat grup demogràfic, com adolescents, estudiants universitaris, o dones.
Diverses hackatons s'organitzen per grups d'estudiants universitaris relacionats amb la informàtica, com ara les de UCLA, HackTX a la Universitat de Texas a Austin, StudentHack a la Universitat Metropolitana de Manchester, PennApps a la Universitat de Pennsilvània, MHacks a la Universitat de Michigan, i-hack a la Universitat Yale, i HackMIT al Massachusetts Institute of Technology. Aquestes són sovint hackatons de caràcter competitiu, amb premis proporcionats per la Universitat o pels patrocinadors relacionats amb la programació. En general són obertes als estudiants universitaris de totes les universitats.

### Per aplicacions úniques
En algunes hackatons, tot el treball es basa en la millora d'una sola aplicació, com un sistema operatiu, un llenguatge de programació, o un sistema de gestió de continguts. Aquest tipus d'esdeveniments són sovint coneguts com a esprints o esprints de codi, i són especialment populars per als projectes de programari de codi obert, on els esprints o hackatons són de vegades l'única oportunitat per als desenvolupadors de trobar-se cara a cara. A diferència d'altres hackatons, aquests esdeveniments poques vegades inclouen un element competitiu. La hackató anual per treballar en el sistema operatiu OpenBSD, celebrada des de 1999, és un d'aquests esdeveniments, i es creu que en una de les seves hackatons pioneres pot tenir el seu origen la paraula hackató. Els llenguatges de programació que han tingut aquest tipus de hackatons inclouen Perl (tant per al desenvolupament i de control de qualitat), Haskell Scala i l'intèrpret PyPy per Python.
Drupal i MediaWiki són altres aplicacions que tenen hackatons pròpies de desenvolupament de software.